# Diaphananthe welwitschii
Diaphananthe welwitschii är en orkidéart som först beskrevs av Heinrich Gustav Reichenbach, och fick sitt nu gällande namn av Rudolf Schlechter. Diaphananthe welwitschii ingår i släktet Diaphananthe och familjen orkidéer.
Artens utbredningsområde är Angola. Inga underarter finns listade i Catalogue of Life.